# Always Look on the Bright Side of Life

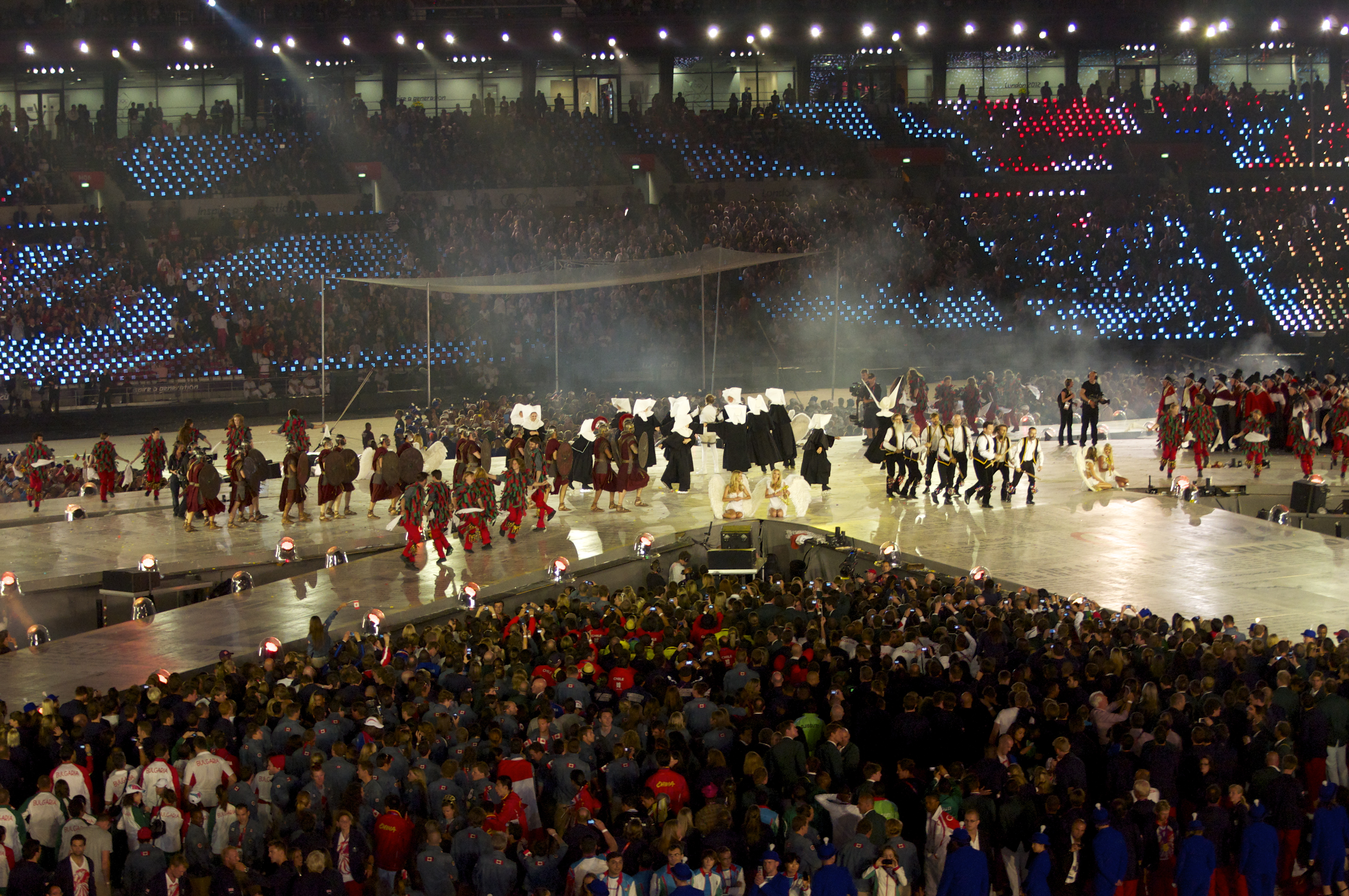
Исполнение во время закрытия Олимпийских игр

Always Look on the Bright Side of Life (с англ. — «Всегда смотри на светлую сторону жизни») — песня, написанная Эриком Айдлом в 1979 году для финальной сцены фильма Житие Брайана по Монти Пайтону. Песня стала популярной для исполнения на таких общественных мероприятиях как футбольные матчи, а каждый пятый британец хотел бы, чтоб она звучала на его похоронах.

## Описание
Песня звучит во время финальной сцены фильма Житие Брайана по Монти Пайтону. Главного героя — Брайана Коуэна (Brian Cohen, актёр — Грэм Чепмен) — приговорённого к смерти через распятие, подбадривает персонаж с соседнего креста (в исполнении Эрика Айдла), исполняя ему песню Always Look on the Bright Side of Life. Во время исполнения припева с насвистыванием к пению присоединяются приговорённые с соседних крестов, пытаясь пританцовывать (по сценарию их всего 140, но на экране видно только 23). После общей панорамы с поющими на крестах начинаются титры, во время которых звучит инструментальная версия песни.

## Исполнения песни вне фильма
- Песня звучала на похоронах Грэма Чэпмена в 1989 году[2].
- На церемонии закрытия XXX летних Олимпийских игр в Лондоне 12 августа 2012 года Эрик Айдл исполнил её после того, как вывалился из цирковой пушки (отсылка к «Летающему Цирку Монти Пайтон») в компании с римскими легионерами и индусскими музыкантами.
- В июне 2014 года в преддверии чемпионата мира по футболу в Бразилии «Монти Пайтон» записали новую версию песни, добавив к ней куплет, в котором выразили пессимистичный настрой по поводу шансов футбольной команды Англии на успех, предложив спеть «эту идиотскую песню», когда команда вернётся в Англию, не оправдав надежд[3].